# Afan Lido Football Club
 (juin 2012).
Maillots
Actualités
L'Afan Lido Football Club est un club gallois de football basé à Port Talbot, ville de 35 633 habitants, dans le quartier d'Aberavon. Il joue actuellement dans le Championnat du pays de Galles de football.

## Historique
- 1967 : fondation du club
- 1995 : 1re participation à une Coupe d'Europe (C3) (saison 1995/96)

Relégué de Premier League à l'issue de la saison 2004-2005, Afan Lido ne retrouve l'élite galloise que lors de la saison 2011-2012, ayant terminé deuxième de MacWhirter Welsh League.

## Bilan saison par saison
|           | I  | II | Points | Journées | V  | N  | D  | b.p. | b.c. | Diff. |
| 2011-2012 | 10 |    | 32 pts | 32       | 7  | 11 | 14 | 40   | 55   | -15   |
| 2010-2011 |    | 2  | 65 pts | 30       | 20 | 5  | 5  | 63   | 28   | +35   |
| 2009-2010 |    | 3  | 63 pts | 34       | 19 | 6  | 9  | 74   | 37   | +37   |
| 2008-2009 |    | 7  | 54 pts | 34       | 15 | 9  | 10 | 70   | 49   | +21   |
| 2007-2008 |    | 6  | 62 pts | 34       | 17 | 11 | 6  | 58   | 31   | +27   |
| 2006-2007 |    | 5  | 66 pts | 36       | 19 | 9  | 8  | 66   | 45   | +21   |
| 2005-2006 |    | 7  | 47 pts | 34       | 13 | 8  | 13 | 46   | 41   | +5    |
| 2004-2005 | 18 |    | 21 pts | 34       | 6  | 6  | 22 | 29   | 52   | -23   |
| 2003-2004 | 14 |    | 32 pts | 32       | 8  | 8  | 16 | 31   | 54   | -23   |
| 2002-2003 | 7  |    | 52 pts | 34       | 14 | 10 | 10 | 44   | 34   | +10   |
| 2001-2002 | 5  |    | 58 pts | 34       | 18 | 4  | 12 | 42   | 36   | +6    |
| 2000-2001 | 11 |    | 47 pts | 34       | 13 | 8  | 13 | 42   | 37   | +5    |
| 1999-2000 | 10 |    | 46 pts | 34       | 12 | 10 | 12 | 44   | 42   | +2    |
| 1998-1999 | 14 |    | 31 pts | 32       | 7  | 10 | 15 | 28   | 46   | -18   |
| 1997-1998 |    | ?  | ? pts  | ?        | ?  | ?  | ?  | ?    | ?    | ?     |
| 1996-1997 |    | ?  | ? pts  | ?        | ?  | ?  | ?  | ?    | ?    | ?     |
| 1995-1996 | 20 |    | 36 pts | 40       | 9  | 9  | 22 | 28   | 46   | -18   |
| 1994-1995 | 2  |    | 79 pts | 38       | 24 | 7  | 7  | 60   | 36   | +24   |
| 1993-1994 | 16 |    | 39 pts | 38       | 8  | 15 | 15 | 52   | 66   | -14   |
| 1992-1993 | 12 |    | 52 pts | 38       | 14 | 10 | 14 | 64   | 65   | -1    |

Légende :
- I / II / III : division jouée
- V / N / D : victoires / matchs nuls / défaites
- b.p. / b.c. : buts pour / buts contre
- Diff : différence de buts
- Champion du pays de Galles
- Promotion dans le championnat hiérarchiquement supérieur
- Relégation dans le championnat hiérarchiquement inférieur

## Palmarès
- Championnat du pays de Galles de football
  - Vice-champion : 1995
- Coupe de la Ligue
  - Vainqueur : 1993, 1994 et 2012

## Joueurs et personnages du club

### Entraîneurs du club
| Nom                      | Période   |
| ------------------------ | --------- |
| Phil Robinson / Dai Rees | 1992-1993 |
| Paul Evans               | 1993-1994 |
| Nigel Rees               | 1994-1996 |

| Nom           | Période   |
| ------------- | --------- |
| Mark Robinson | 1998-2006 |
| Phil Holmes   | 2006-2010 |
| Kim Bowley    | 2010-2011 |

| Nom         | Période |
| ----------- | ------- |
| Andrew Dyer | 2011-   |